# دودمان شانگ
دودمان شانگ (چینی:商朝) یا دودمان یین (殷代) بر اساس منابع سنتی چین، دومین دودمان شاهی این کشور است، در حالی که دودمان شیا نخستین دودمان در روزگار قدیم چین دانسته می‌شود؛ با این حال با توجه به این که در مورد وجود دودمان شیا تردید وجود دارد؛ مورخان این را مسلم می‌دانند که دودمان شانگ نخستین دودمانی است که در اسناد تاریخی ثبت شده‌است. پس از دودمان شانگ، دودمان ژو در چین فرمان راندند. دودمان شانگ در حدود سال ۱۸۰۰ قبل از میلاد بنیان نهاده شد و در قرن ۱۱ قبل از میلاد سرنگون شد که در حدود ۷۰۰ سال دوام یافت. مهم‌ترین پایتخت‌های تمدن شانگ، شهرهای ژنگژو و انیانگ بودند.

## چینعصر مفرغ
عصر مفرغ در چین دو دستاورد مهم داشت: سیستم پیشرفته‌ی نوشتاری و کشف مفرغ. این فلز بسیار ارزشمند را، که در مقیاسی عظیم تولید می‌شد، برای ساختن سلاح، ابزار و ظروفی به کار می‌بردند که فقط طبقه‌های اشرافی برای آیین‌های مذهبی از آن‌ها استفاده می‌کردند. تمدن عصر مفرغ ابتدایی در چین جامعه‌ای سخت سلسله‌مراتبی بود که شاهی بسیار قدرتمند و اشراف وابسته‌اش آن را اداره می‌کردند. سلسله‌ی شانگ از حدود ۱۶۰۰ تا ۱۱۰۰ پ.م. در اوج بود و نخستین جامعه‌ای بود که، در مقیاس بزرگ، مفرغ قالبی تولید کرد. شاهان فرمانروای شانگ، که «شبه‌خدا» تلقی می‌شدند، آیین‌هایی برای خشنودی نیاکان و خدایانشان برگزار می‌کردند. مصنوعاتی که آن‌ها به کار می‌بردند از جامعه‌ای پیچیده حکایت می‌کنند. مردم دوره‌ی شانگ -دومین سلسله‌ی باستانی چین- معتقد بودند که شاه از نیاکانش قدرتی خداگونه می‌گیرد؛ نیاکانی که اگر ارواحشان با هدیه‌هایی خشنود می‌شدند، می‌توانستند به زندگی معاصر شکل بدهند. ظروف مفرغی را برای پیشکش کردن غذاها و شراب اهدایی در جریان این مراسم به کار می‌بردند که می‌توان آن‌ها را نمونه‌ی ابتدایی آیین‌های دولتیِ امپراتورهای بعدی چین دانست. بیشتر چیزهایی که درباره‌ی جامعه‌ی شانگ می‌دانیم محصول مطالعه‌ی نوشته‌هایی است که روی «استخوان‌های پیشگویی» کشف شده‌اند.
«استخوان‌های پیشگویی»
«استخوان پیشگویی»، که در قرن نوزدهم آن را به اسم «استخوان اژدها» که از مواد دارویی چینی بود می‌فروختند، در واقع استخوان کتف گاو است. پرسش‌هایی درباره‌ی آینده را روی استخوان حکاکی می‌کردند و بعد ابزار مفرغی داغ‌شده‌ای را روی آن می‌گذاشتند. بعد، تَرَک‌هایی را که به وجود آمده بودند تفسیر می‌کردند تا به پاسخ سوال برسند. اغلب، این پیشگویی‌ها را با اتفاق واقعی مقایسه می‌کردند. این استخوان‌ها نه تنها شواهدی حیرت‌انگیز درباره‌ی دوران شانگ هستند، بلکه نخستین نوشته‌های چینی هم به شمار می‌روند. ویژگی عمده تمدن شانگ، کتیبه‌نگاری بر استخوان کتف گاو است؛ باستان‌شناسان در اوایل قرن بیستم دریافتند که کتیبه‌های نگاشته‌شده بر استخوان‌ها، واژه‌هایی از عصر شانگ را شامل می‌شود. این کتیبه‌ها که جیا گو ون نامیده می‌شود، در دهکده "شیائوتون" نزدیک شهر "این" واقع است و در کتب باستانی نیز به آن اشاره شده‌است. استخوان‌های حیوانات وسیله‌ای برای گرفتن فال برای پادشاه بود. اکنون، در خرابه‌های شهر "این" جمعاً ۱۶۰ هزار قطعه استخوان یافت شده‌است؛ برخی از آنها کامل و برخی تکه‌های بدون کلمات است. همانند استخوان‌های حکاکی شده، ظروف مفرغی اشیای ویژه سلسله " شانگ" است که در این دوره این صنعت بسیار گسترش یافت.

کشور شانگ
شاهان شانگ کشورشان را، علاوه بر حمایت خاندان‌هایی اشرافی که پیوندهایی خانوادگی با آن‌ها داشتند‌، با کمک مقام‌های رسمی اداره می‌کردند. شانگ‌ها بارها با تهدید قبایل کوچ‌نشین استپ‌های داخلی آسیایی (کمربند پهناوری از چمن‌زارها که از اروپا تا چین کشیده شده‌است) روبه‌رو می‌شدند و کشور را همیشه آماده‌ی جنگ نگه می‌داشتند. اشراف، در ازای دریافت زمین، کارهای نظامی انجام می‌دادند. شاهان شانگ جنگ‌هایی علیه همسایگانشان راه می‌انداختند و، از این طریق، برده و غنیمت جنگی به‌دست می‌آوردند. آن‌ها سکونتگاه‌های تازه‌ای می‌ساختند و زمین‌های تصرف‌شده را به کشاورزی اختصاص می‌دادند.
تمدن شانگ، با اینکه جامعه‌ای جنگ‌دوست بود، به کشاورزی و شکار تکیه داشت. تولید مفرغ هم باعث شکل‌گیری جامعه‌ای نسبتاً یک‌جانشین شد، چون برای استخراج سنگ‌های معدنی حاوی مس و قلع -فلزهایی که برای تولید مفرغ لازم بودند- و گداخت آن‌ها جامعه‌ای ایستا ضروری بود.

پایتخت‌های شانگ
شانگ‌ها بر بخش عمده‌ی چین شمالی و مرکز کشور فرمانروایی می‌کردند. مهم‌ترین پایتخت‌ها ژنگژو -پایتخت دوره‌ی آغازین این سلسله- و انیانگ -که حدود سال‌های ۱۳۰۰ تا ۱۰۵۰ پ.م. مسکونی بود- بودند. در ژنگژو، دیواری دفاعی به طول ۶/۴ کیلومتر شهری بزرگ را در بر می‌گرفت. این دیوار و ساختمان‌های درونش را از خاک کوبیده ساخته بودند. خانه‌ها و کارگاه‌های کشف‌شده در حفاری‌ها و تنوع مصنوعات پیداشده در آن‌ها نشان می‌دهند که جامعه‌ی شانگ بسیار سازمان‌یافته و سخت قاعده‌مند بوده‌است.

سنت‌های تدفینی
در شیبِیگانگ، در شمال شیائوتون، یازده گور عظیم کشف کرده‌اند که ممکن است به یازده شاه شانگ که در انیانگ حکومت می‌کردند تعلق داشته‌باشند. شاهان شانگ را پس از مرگ در گورهایی بزرگ و صلیب‌شکل دفن می‌کردند و بدن‌هایشان را، میان وسایل مهم برای فرد درگذشته، در تابوت‌هایی چوبی می‌گذاشتند. جسد تعداد زیادی اسب سلاخی‌شده و قربانیِ انسانی -که شاید اسیران جنگی بوده‌اند- را هم روی شیب‌هایی که به حجره‌ی خاکسپاری می‌رسیدند گذاشته بودند.

صنعت مفرغ
ارزشمندترین یافته‌های باستان‌شناسی دوره‌ی شانگ اشیایی مفرغی هستند که بیشتر برای کاربردهای تشریفاتی ساخته شده‌بودند. شاه بر تولید مفرغ نظارت می‌کرد و مقدار اشیای مفرغی پیداشده نشان می‌دهد این صنعت صنعتی بزرگ بوده و تعداد زیادی از صنعت‌کاران ماهر را به کار می‌گرفته‌است.
فناوری اولیه‌ی مفرغ در غرب این امکان را فراهم می‌کرد که شیء را از یک قالب بسازند، اما ظروف ابتدایی شانگ را در چند قالب ساخته‌اند و بعد قطعه‌هایشان را سر هم کرده‌اند. در دو پایتخت ژنگژو و انیانگ، کشف‌های مهمی درباره‌ی ظروف مفرغی صورت گرفتند. این ظروف کاربردهایی آیینی داشتند. بعضی از آن‌ها را برای آماده‌سازی گوشت قربانی به کار می‌بردند و بعضی دیگر را برای گرم کردن شراب. از فلز مفرغ برای ساخت سازهای موسیقی، سلا‌ح‌هایی مثل شمشیر و تبرزین و قطعه‌های ارابه‌ای هم استفاده می‌کردند. 

نظام نوشتاری
علاوه بر استادی در کار با مفرغ، شانگ‌ها نظام نوشتاری کاملی هم به وجود آوردند که اثر عظیمی بر توانمندی‌های سازمانی آن‌ها گذاشت. هرچند گونه‌هایی از نمادهای ابتدایی روی ظروف دوران نوسنگی و وسایل مفرغی آغاز دوره‌ی شانگ وجود دارند، اما قدیمی‌ترین کتیبه‌هایی را که جمله‌هایی کامل دارند روی استخوان‌های پیشگویی یافته‌اند‌. بیش از نیمی از ۲۵۰۰ نماد حکاکی‌شده روی استخوان‌های پیشگویی را می‌توان خواند و بسیاری از آن‌ها به الفبای چینی دوره‌های بعد بسیار شبیه هستند.

## شاهان
| نام پس از مرگ | نام پس از مرگ | نام پس از مرگ | نام پس از مرگ | نام پس از مرگ                                                             |
| --- | ------------- | ------------- | ------------- | ------------------------------------------------------------------------- |
| نهیم |               |               |               |                                                                           |
| ردیف | فرمانروایی    | چینی          | آوانوشت فارسی | یادداشتها                                                                 |
| ۰۱ | ۲۹            | 湯            | تانگ          | پادشاه دودمان شیا را برانداخت(桀)جیه                                      |
| ۰۲ | ۰۲            | 外丙          | وو بینگ       |                                                                           |
| ۰۳ | ۰۴            | 仲壬          | زونگ رن       |                                                                           |
| ۰۴ | ۳۳            | 太甲          | تای جیا       |                                                                           |
| ۰۵ | ۲۹            | 沃丁          | وو دینگ       |                                                                           |
| ۰۶ | ۲۵            | 太庚          | تای گینگ      |                                                                           |
| ۰۷ | ۳۶            | 小甲          | شیائو جیا     |                                                                           |
| ۰۸ | ۱۲            | 雍己          | یونگ جی       |                                                                           |
| ۰۹ | ۷۵            | 太戊          | تای وو        |                                                                           |
| ۱۰ | ۱۱            | 仲丁          | زونگ دینگ     |                                                                           |
| ۱۱ | ۱۵            | 外壬          | وای رن        |                                                                           |
| ۱۲ | ۰۹            | 河亶甲        | هه دان جیا    |                                                                           |
| ۱۳ | ۱۹            | 祖乙          | زو یی         |                                                                           |
| ۱۴ | ۱۶            | 祖辛          | زو شین        |                                                                           |
| ۱۵ | ۲۰            | 沃甲          | وو جیا        |                                                                           |
| ۱۶ | ۳۲            | 祖丁          | زو دینگ       |                                                                           |
| ۱۷ | ۲۹            | 南庚          | نان گینگ      |                                                                           |
| ۱۸ | ۰۷            | 陽甲          | یانگ جیا      |                                                                           |
| ۱۹ | ۲۸            | 盤庚          | پان گینگ      | سلسله شانگ، چندین بار پایتخت را تغییر دادند اما پایتخت نهایی شهر این بود. |
| ۲۰ | ۲۱            | 小辛          | شیائو شین     |                                                                           |
| ۲۱ | ۲۱            | 小乙          | شیائو یی      |                                                                           |
| ۲۲ | ۵۹            | 武丁          | وو دینگ       |                                                                           |
| ۲۳ | ۰۷            | 祖庚          | زو گینگ       |                                                                           |
| ۲۴ | ۳۳            | 祖甲          | زو جیا        |                                                                           |
| ۲۵ | ۰۶            | 廩辛          | لین شین       |                                                                           |
| ۲۶ | ۰۶            | 庚丁          | گینگ دینگ     | یا کانگ دینگ (康丁 کانگ دینگ)                                             |
| ۲۷ | ۰۴            | 武乙          | وو یی         |                                                                           |
| ۲۸ | ۰۳            | 太丁          | ون دینگ       | یا ون دینگ (文丁 ون دینگ)                                                 |
| ۲۹ | ۳۷            | 帝乙          | دی یی         |                                                                           |
| ۳۰ | ۳۳            | 帝辛          | دی شین        | یا زو وانگ                                                                |
| یادداشت: 1. تمام تاریخها نهایتاً به ۸۴۱ پیش از میلاد می‌رسند؛ برای اطلاعات بیشتر به دودمان زو بروید. 2. برخی نامها نادانسته بود و پس از مرگ شاهان به آنها داده شده‌است. |               |               |               |                                                                           |

## نگارخانه

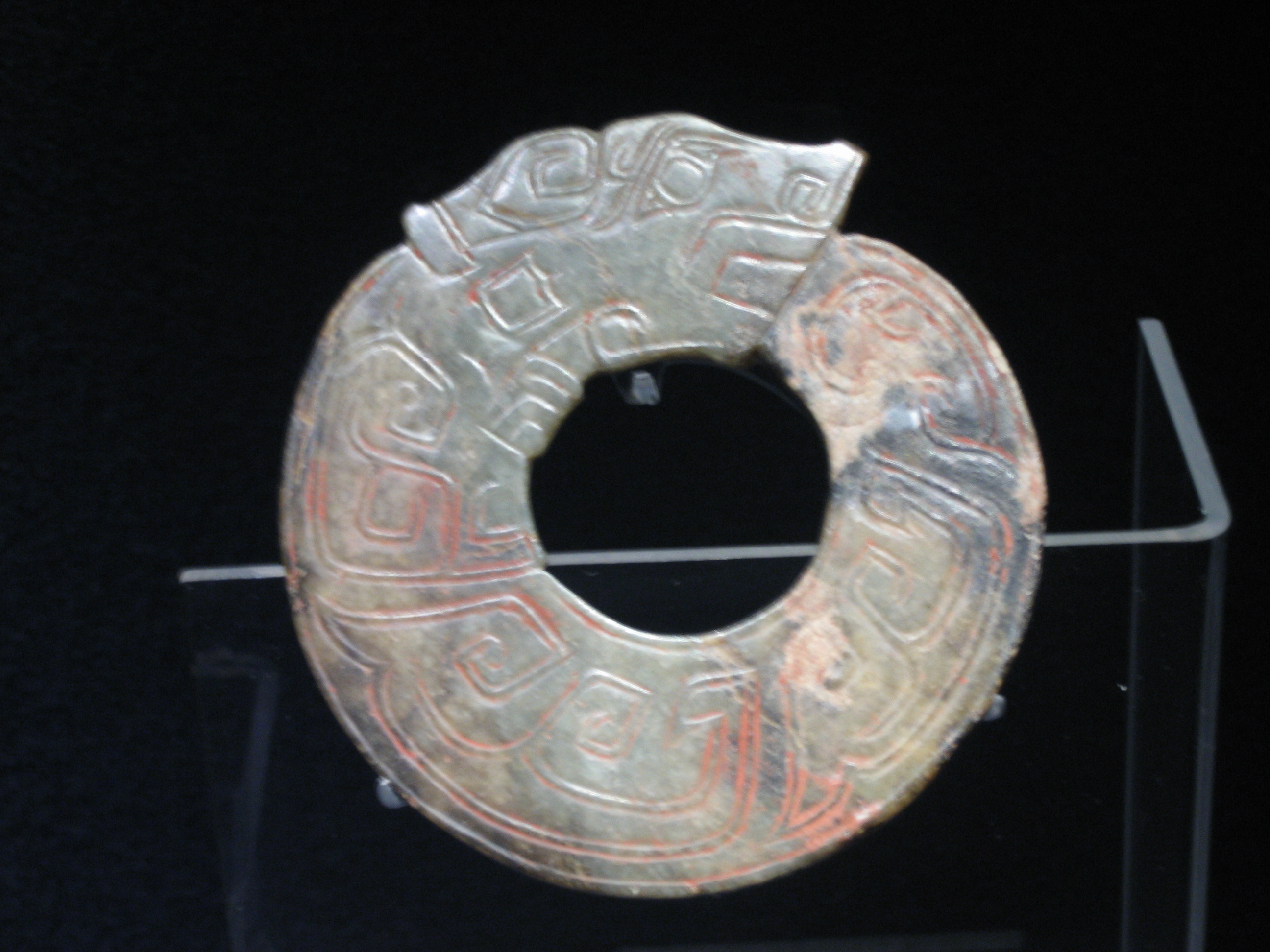
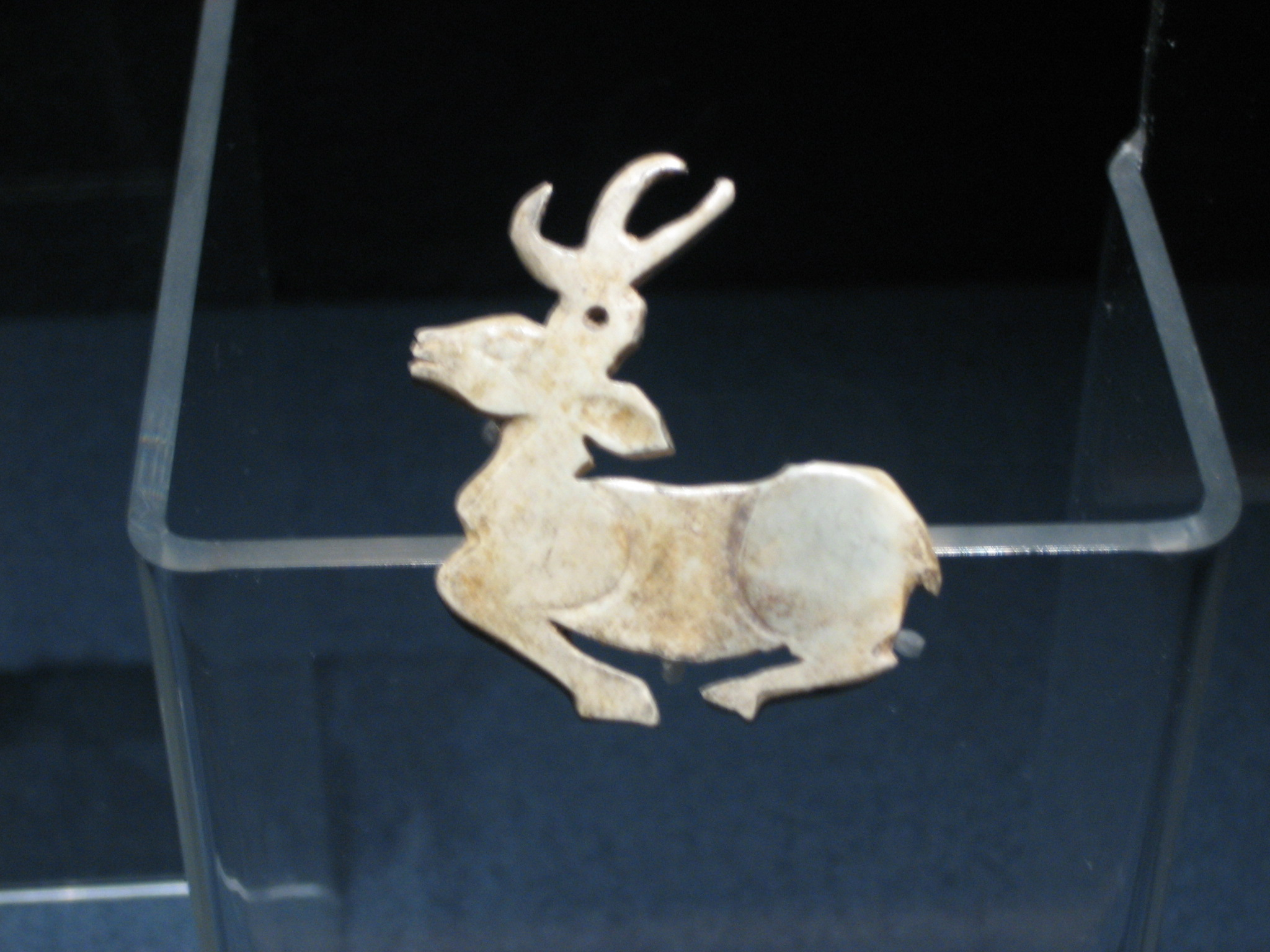
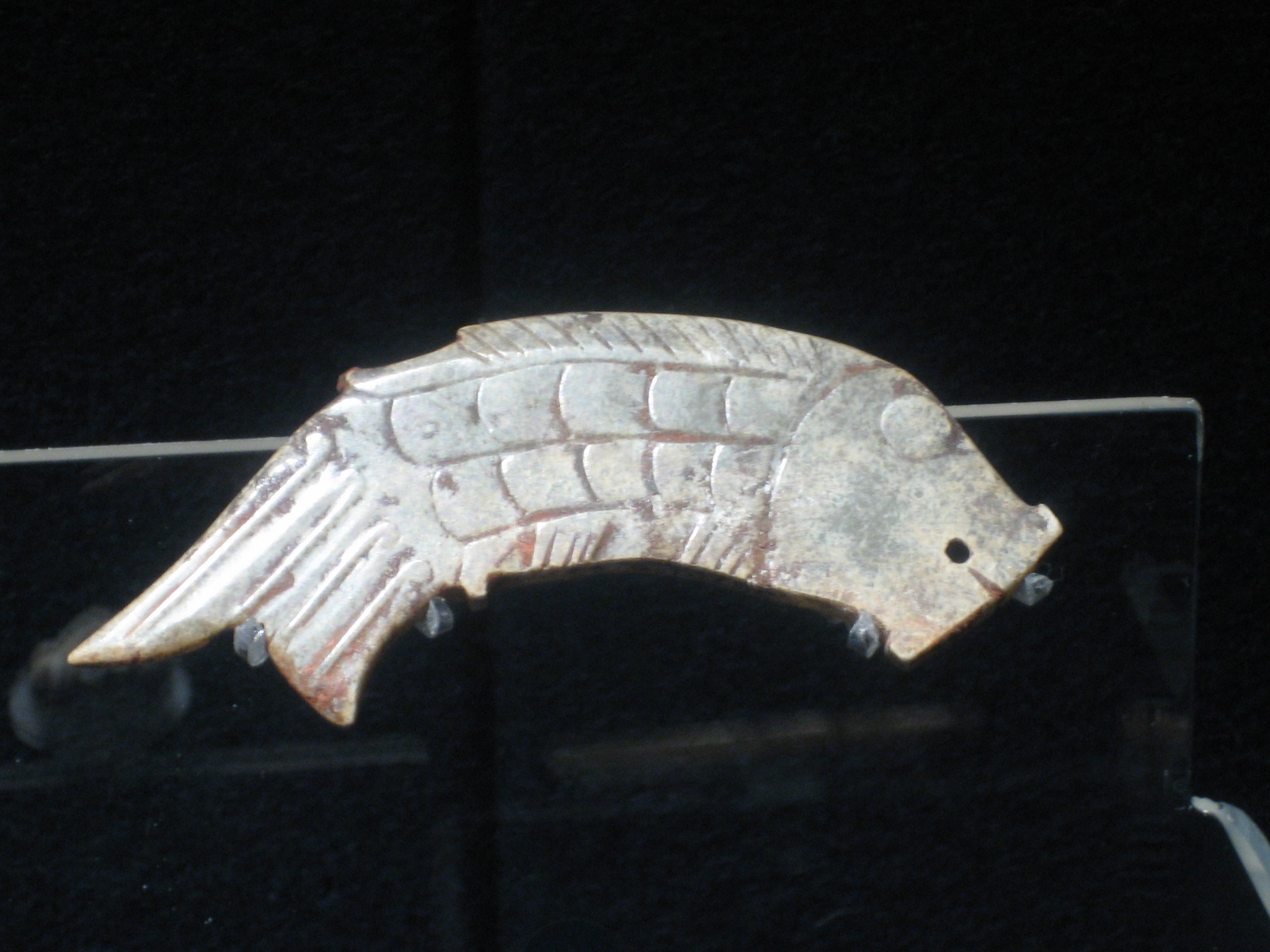
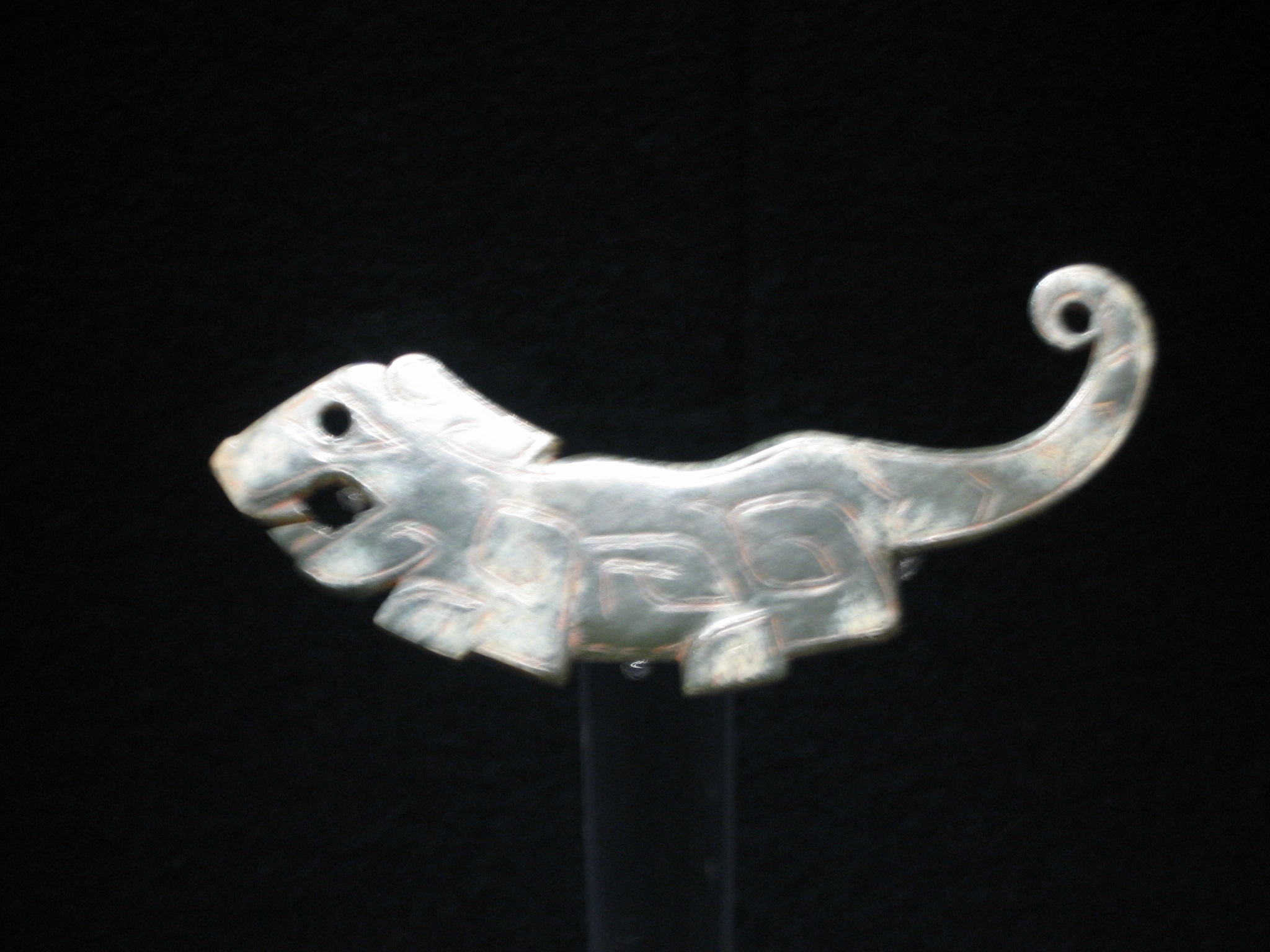
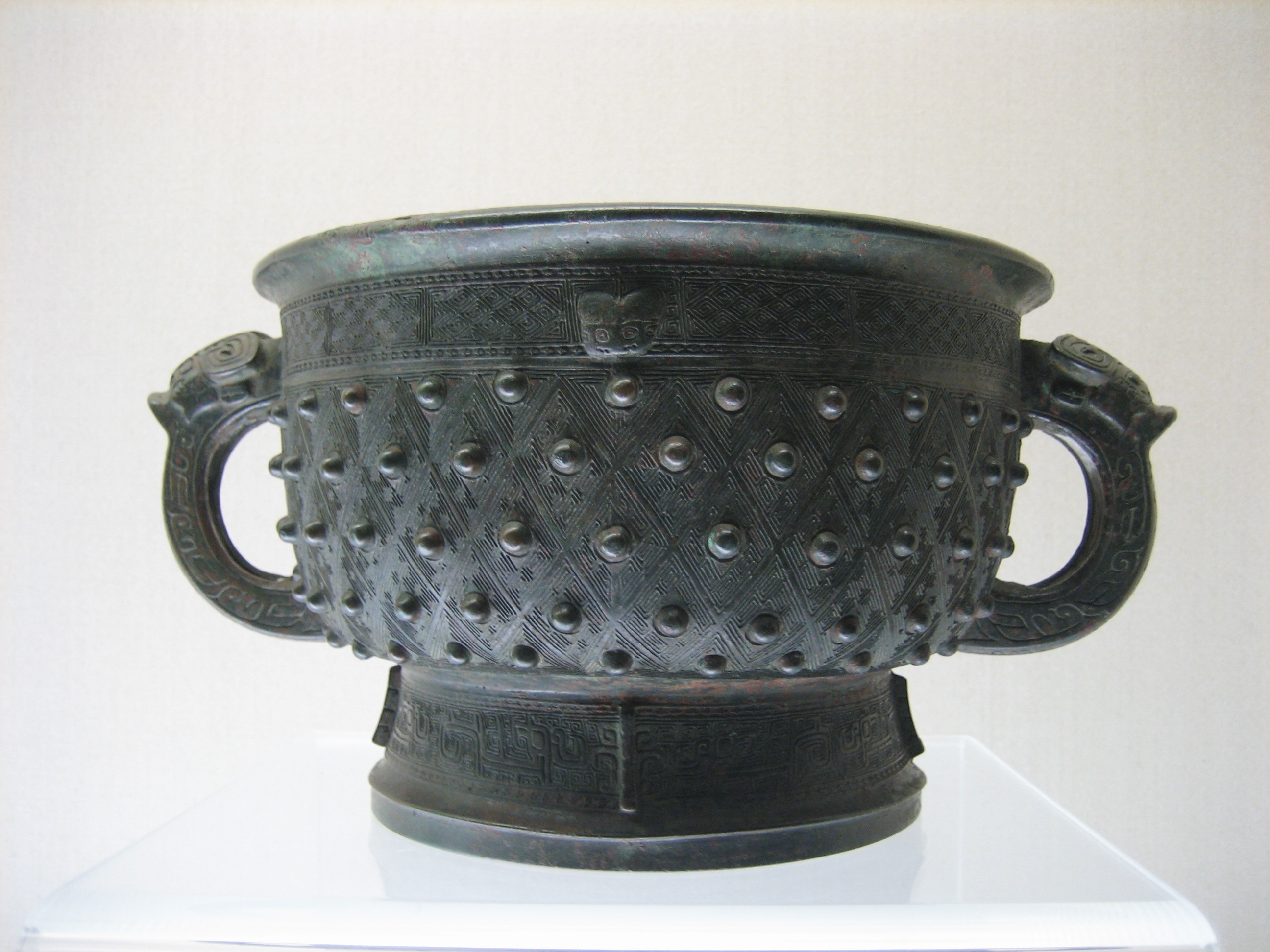
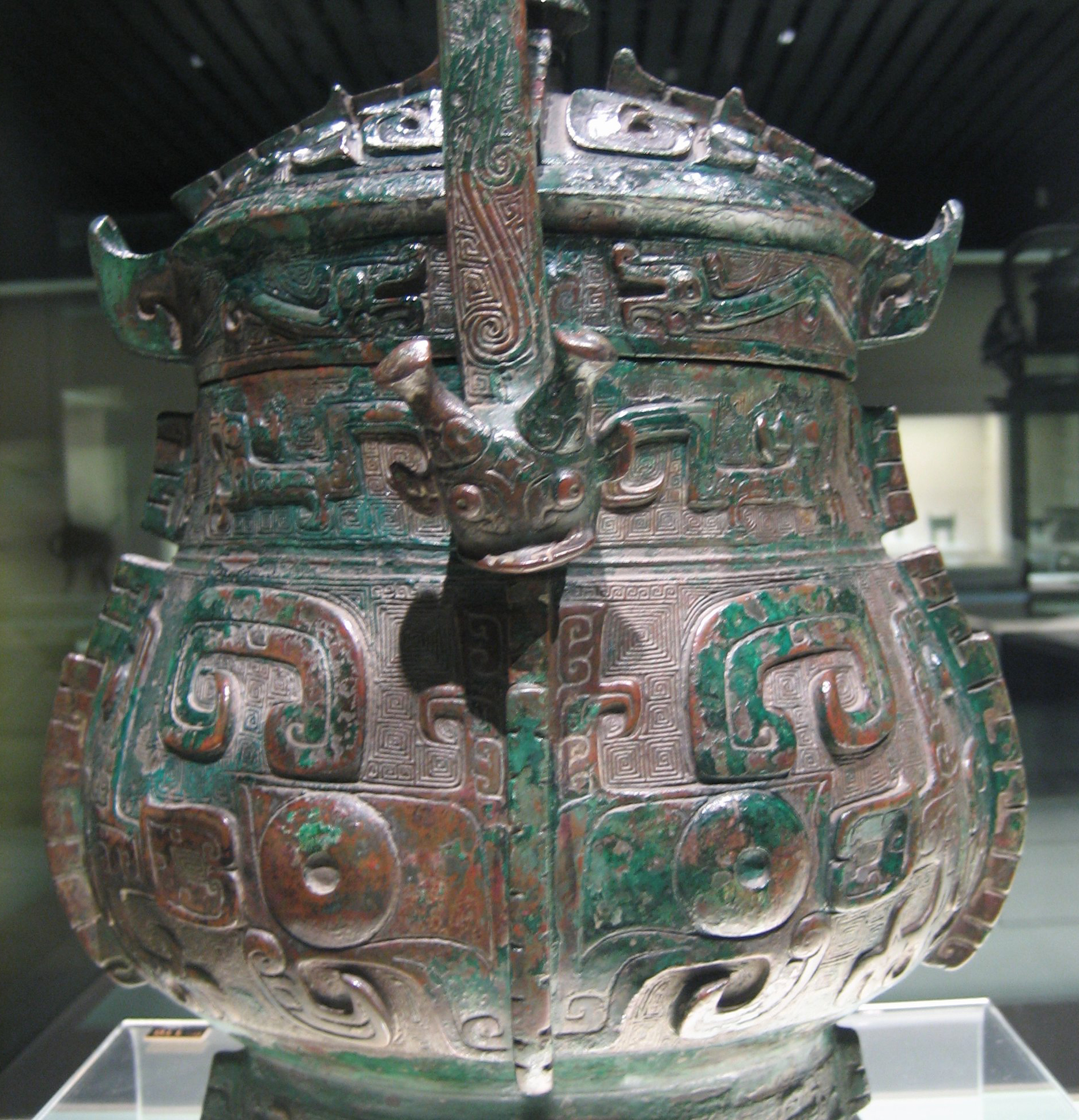
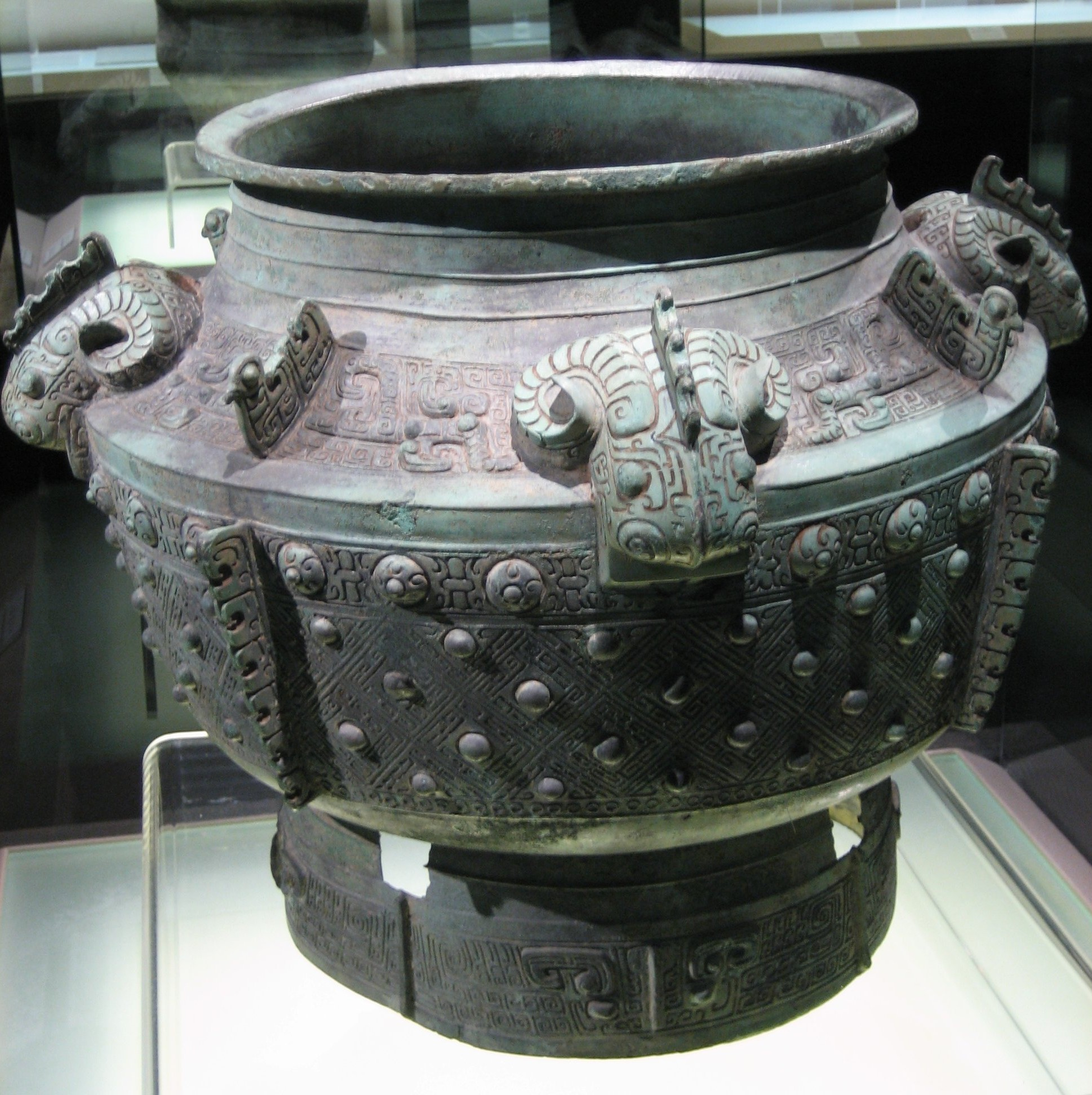
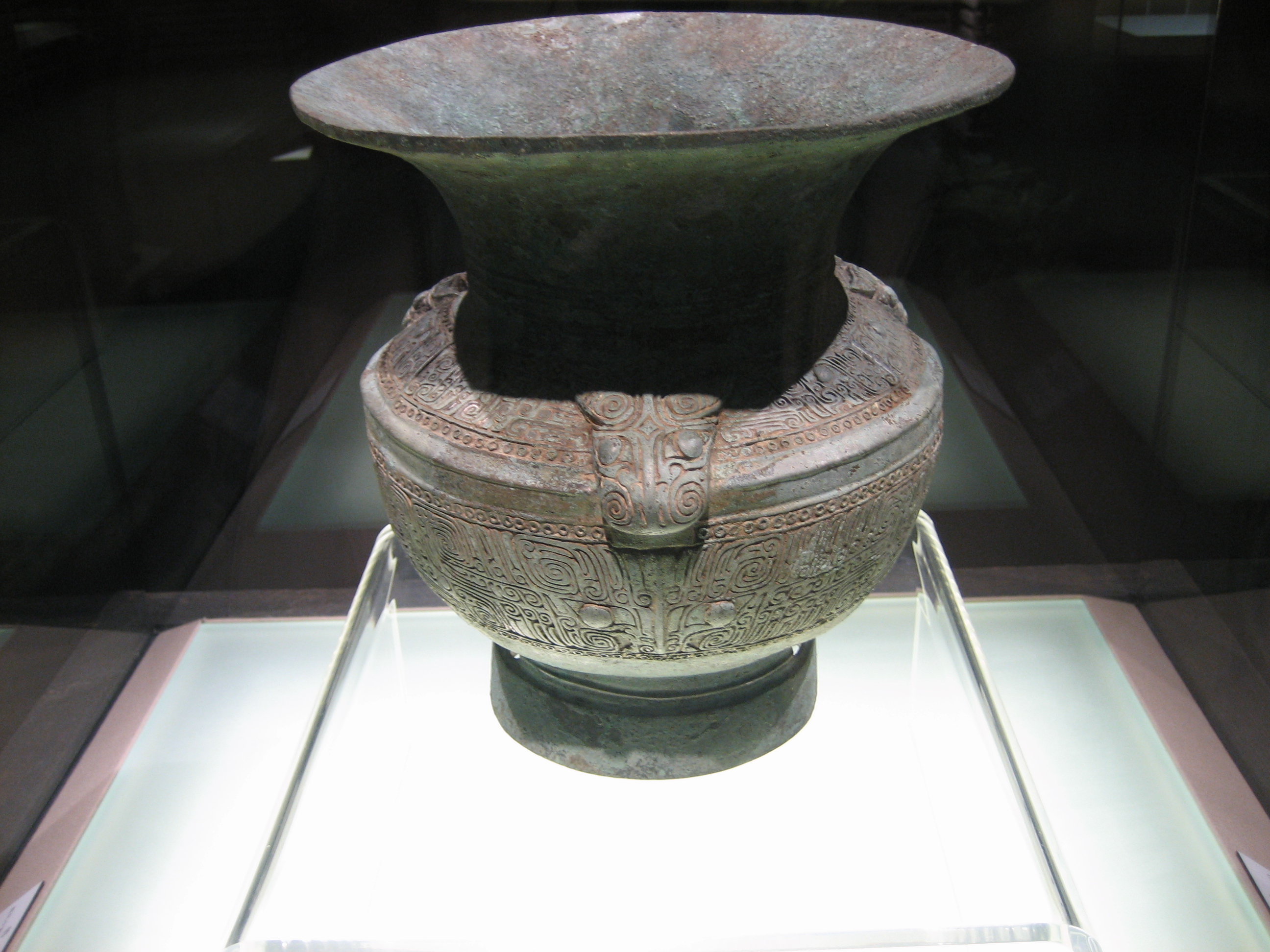
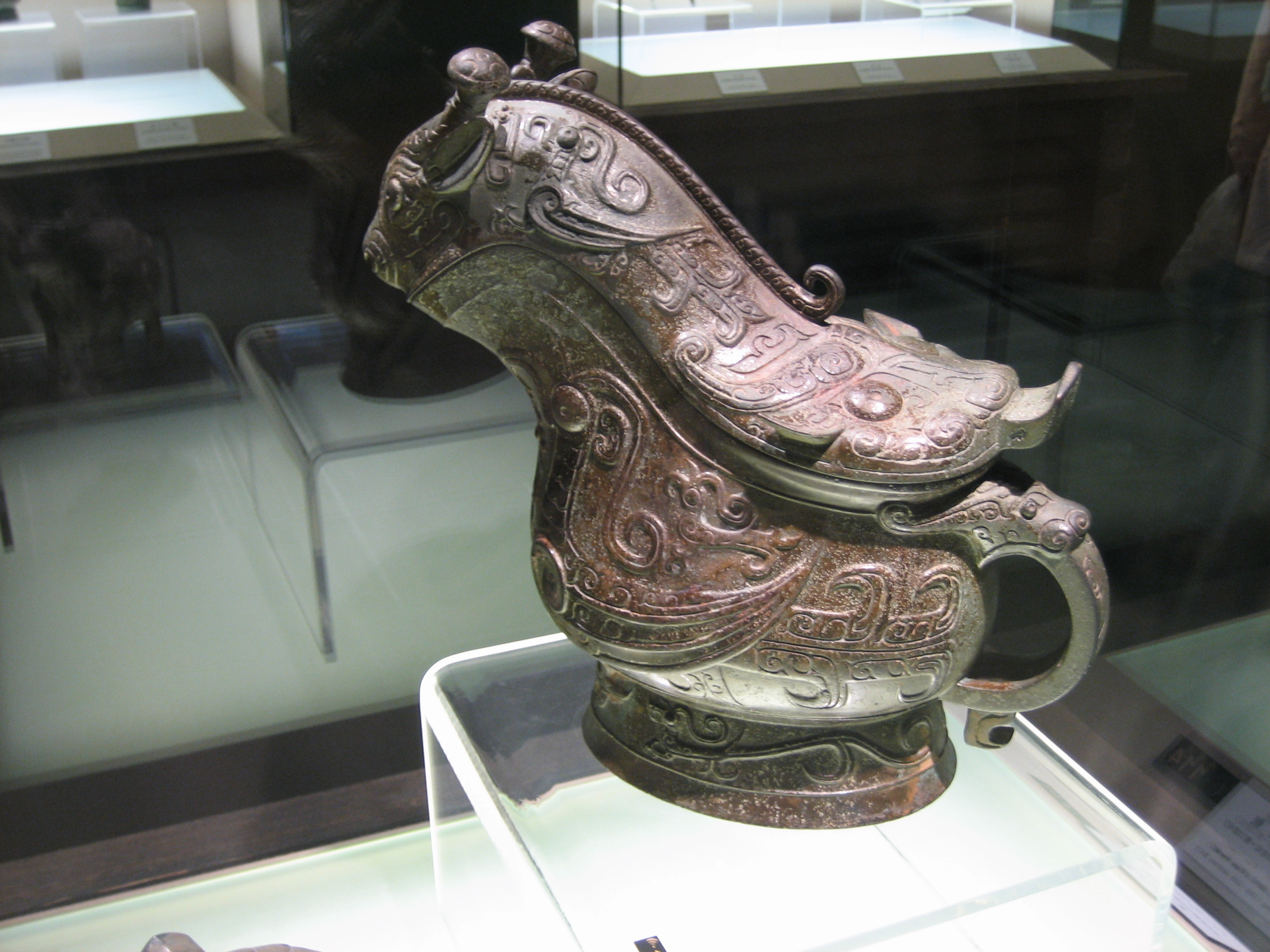
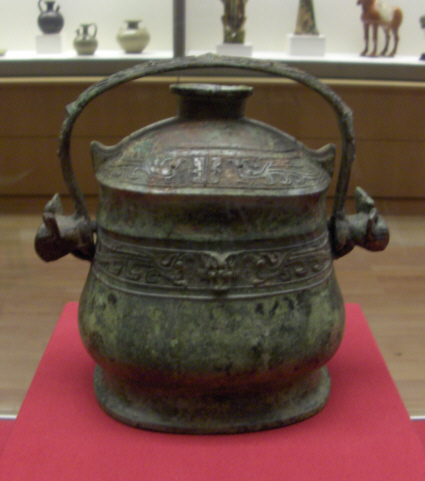
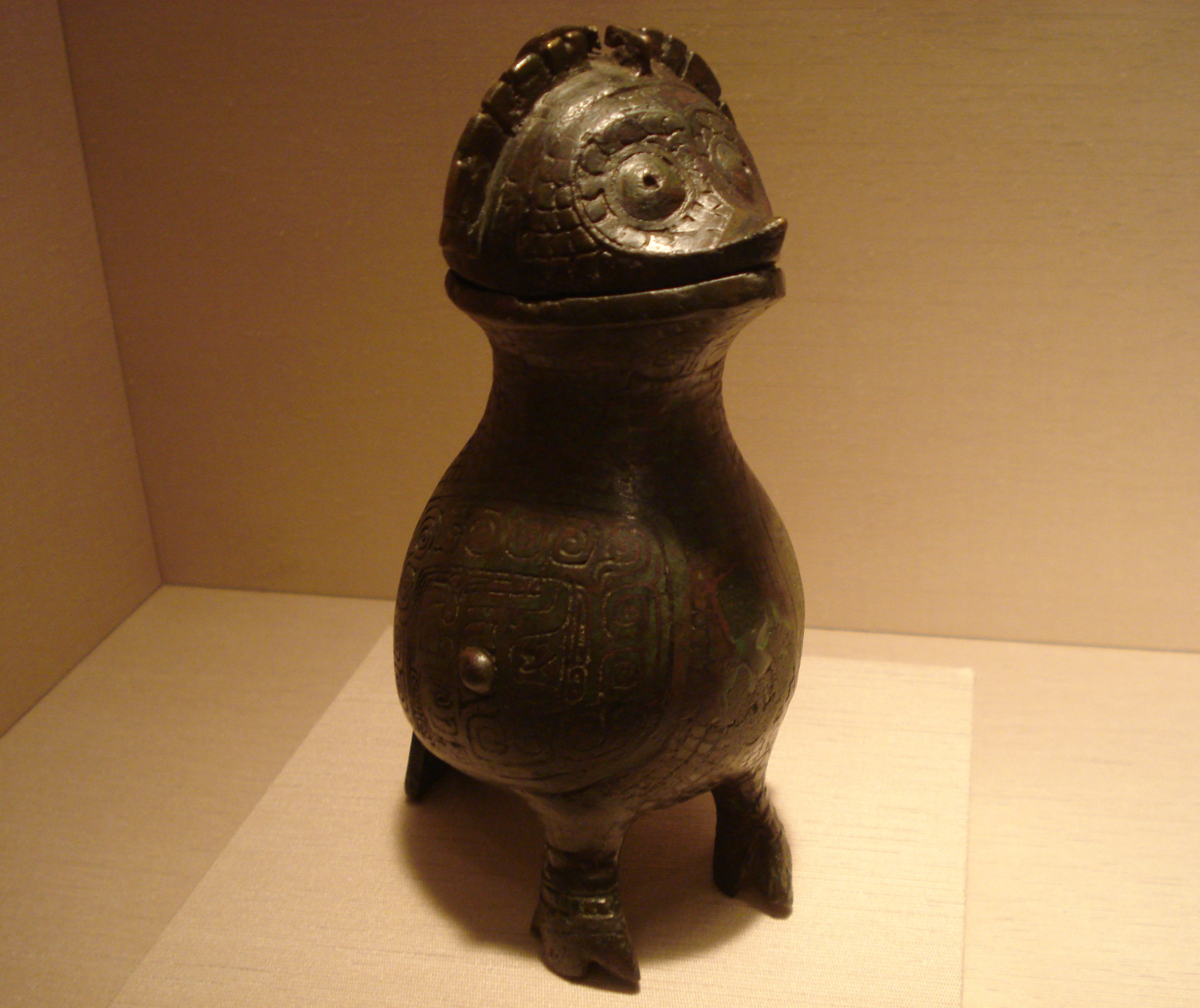
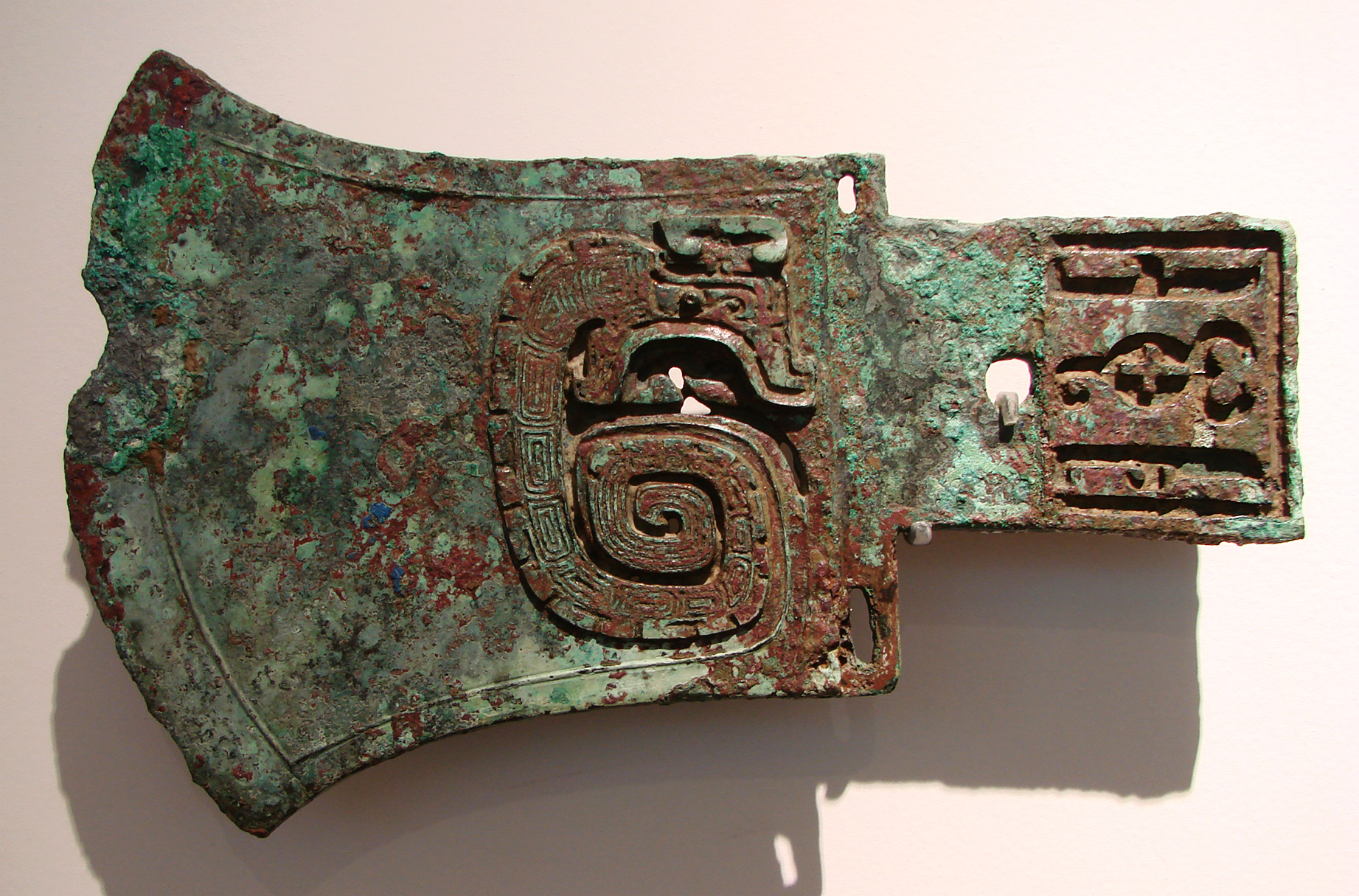
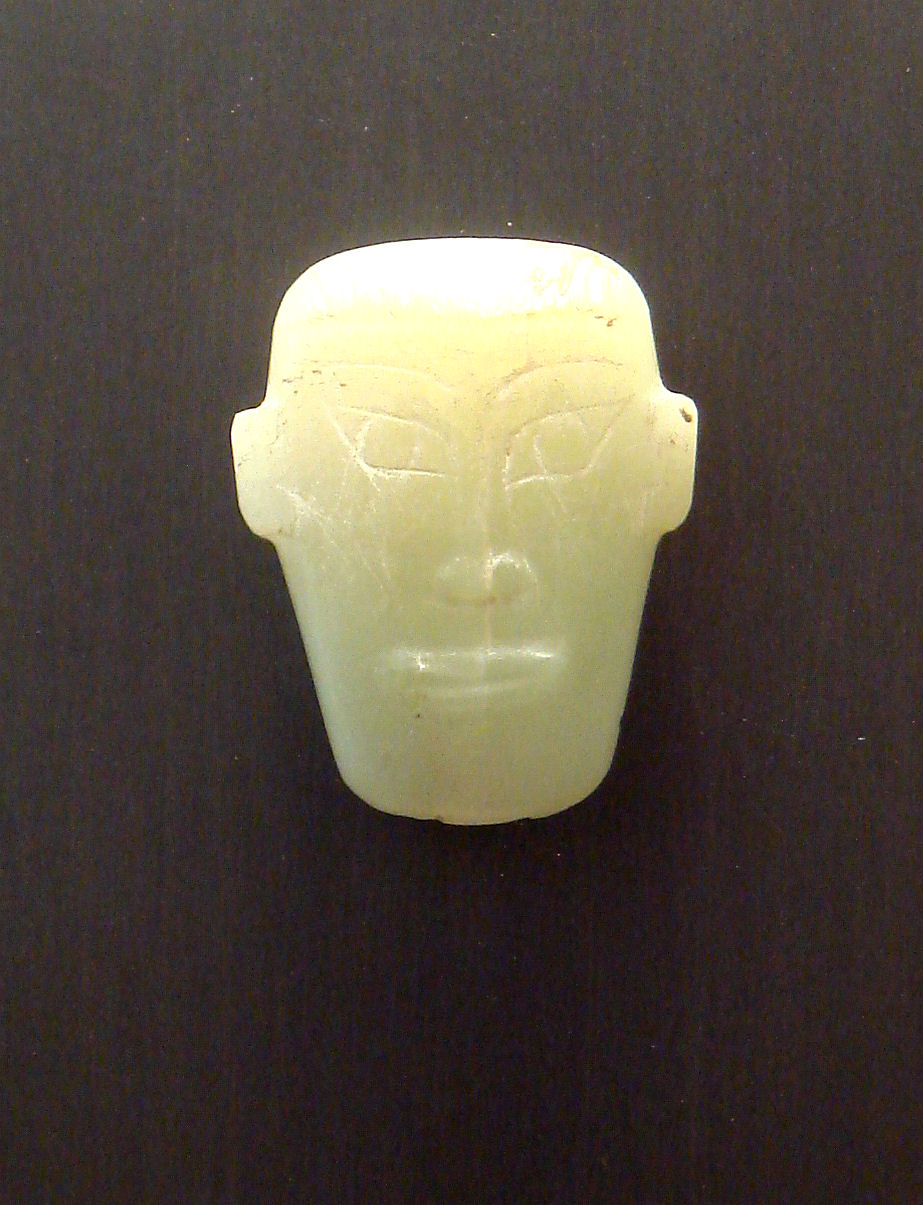
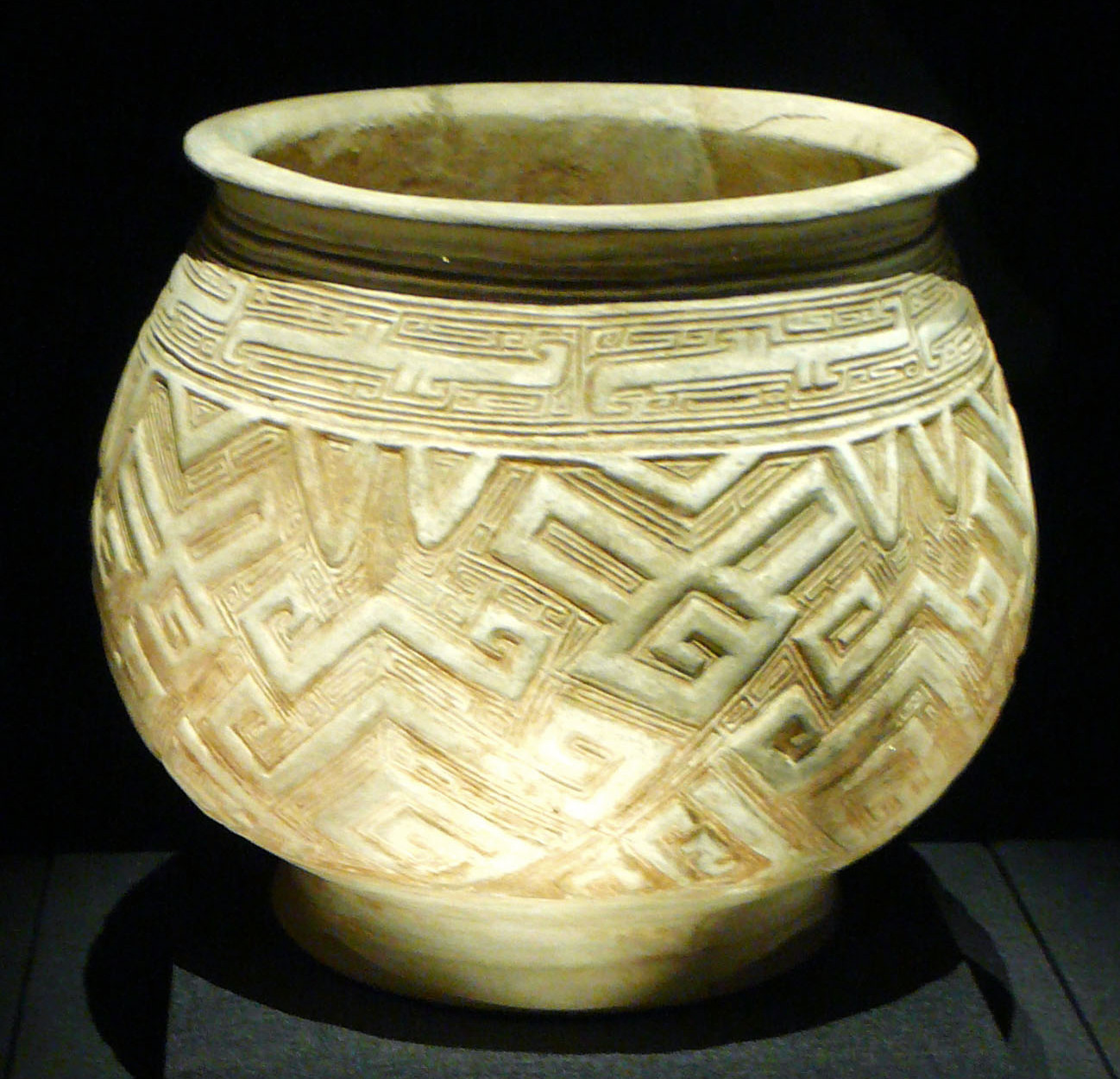